# 张人希
张人希（1918年12月15日—2008年7月27日），原名张仁熙，字迦叶，法号胜是，室名听沨楼。福建泉州人。中国艺术家，中国全国书法家协会会员，中国全国美术家协会会员，福建省美术家协会理事，厦门书画院副院长。能诗文。工书，尤擅隶书、篆书、行草书。擅长中国画，长于花鸟，兼山水，人物。精于金石篆刻，并研金石学。妻李惠若。

## 生平
出生十个月丧父，母亲守寡，靠做针线活维生。三岁多在父亲棺木抽屉发现《芥子园图谱》、《古今名人画册》等开始临摹及学习书法，并在市集里为人写春联。七岁上私塾，因先生不许学画愤而退学。十岁读了两年新潮小学，因家贫而辍学。后当过医生学徒、画社学徒、《福建日报》校对、记者。1940年，曾为泉州铜佛寺觉圆主持治印而获弘一法师李叔同青睐，并赐法号“胜是”，收为入室弟子，交往甚密。
抗战期间任《福建日报》派驻石狮记者，与就读于集美中学的黄永玉成莫逆之交。抗战胜利后出任厦门《青年日报》采访主任。因为同情共产党而为闽中地下党及香港华南局“五四小组”搜集情报。1949年秋为逃避国民党军统追杀亡命香港。1950年回厦，组建厦门中国农工民主党。1952年被聘为厦门市第二届人大代表。
1981年成为中国全国美术家协会会员。1986年起，出任厦门画院副院长。1988年成为中国全国书法家协会会员。1989年任香港福建书画研究会顾问。1994年，获菲律宾“国际文化交流荣誉金奖”，台湾中华民国“第四届诗、书、画、摄于作品大展国画金岭奖”，成为美国加州中华艺术协会会员。曾在美国、台湾、新加坡及中国多个城市举行个人画展，并分别于1986年参与日本“中国一流书画展”，以及1993参与名古屋“日中水墨画代表作家展”。1995年起，任福建省美术家协会理事。

## 作品
- 1980年，《全国第一届书法篆刻展览作品集》
- 1990年，《中国当代书法家大辞典》（黄河出版社）
- 1991年，《中国现代书法界名人辞典》（河南美术出版社）
- 1992年，《中国当代美术家人名录》（上海人民美术出版社）、《当代篆刻家大辞典》（哈尔滨出版社）
- 1993年，《华夏千家书画集》（香港汉荣书局有限公司）、《中国美术年鉴1949－1989》（国家美术博物馆）、《中国印学年鉴1988－1992》（西泠印社）、《中国当代书画家名人大辞典》（河南美术出版社）
- 1992年，创作国画《苍松木棉花图》为中国人民革命军事博物馆收藏，并出版。
- 1999年，《庆祝中华人民共和国成立五十周年系列书法大展作品集》（中国文联出版社）
- 2004年，《中国美术家协会1949－2002会员辞典》（人民美术出版社）、《福建省文艺家辞典》（作家出版社）
- 词条选入《中国当代国画家辞典》（浙江美术版本），《中国近现代人物名号辞典》（浙江古籍版本），《中国美术家人名辞典增补本》（西泠印社版本，张根全编）

书画集
- 《张人希花鸟画》
- 《张人希作品集》